# Лехліу (комуна)
Лехліу (рум. Lehliu) — комуна у повіті Келераш в Румунії. До складу комуни входять такі села (дані про населення за 2002 рік):
- Лехліу (1953 особи) — адміністративний центр комуни
- Сепунарі (1032 особи)

Комуна розташована на відстані 57 км на схід від Бухареста, 51 км на північний захід від Келераші, 148 км на захід від Констанци, 142 км на південний захід від Галаца.

## Населення
За даними перепису населення 2002 року у комуні проживали 2985 осіб. Усі жителі комуни рідною мовою назвали румунську.
Національний склад населення комуни:
| Національність | Кількість осіб | Відсоток |
| -------------- | -------------- | -------- |
| румуни         | 2897           | 97,1%    |
| цигани         | 88             | 2,9%     |

Склад населення комуни за віросповіданням:
| Релігія       | Кількість осіб | Відсоток |
| ------------- | -------------- | -------- |
| православні   | 2982           | 99,9%    |
| римо-католики | 2              | 0,1%     |
| лютерани      | 1              | < 0,1%   |